# Чемпіонат світу із шахів серед жінок 2020
Чемпіонат світу із шахів серед жінок 2020 — матч, що відбувався з 4 по 26 січня 2020 року між чемпіонкою світу 2018 року Цзюй Веньцзюнь та переможницею турніру претенденток Олександрою Горячкіною.
Місце проведення Шанхай (4—12 січня) та Владивосток (15—24 січня).
Цзюй Веньцзюнь зберегла титул чемпіонки світу перемігши на тай-брейку (швидкі шахи) з рахунком 2½ — 1½ (рахунок класичних партій 6 — 6).

## Формат та розклад матчу
Призовий фонд матчу — 500 тис.євро. Цзюй Венцзюнь отримала 275 тис. євро (55 % від призового фонду за перемогу на тайбрейку).

### Контроль часу
90 хвилин на 40 ходів, потім 40 хвилин до закінчення партії з додаванням 30 секунд за кожен зроблений хід, починаючи з першого.

### Розклад матчу
| Шанхай | 4 січня     | Церемонія відкриття   |
| Шанхай | 5 січня     | Партія 1              |
| Шанхай | 6 січня     | Партія 2              |
| Шанхай | 8 січня     | Партія 3              |
| Шанхай | 9 січня     | Партія 4              |
| Шанхай | 11 січня    | Партія 5              |
| Шанхай | 12 січня    | Партія 6              |
| Шанхай | 13—14 січня | Переїзд у Владивосток |

| Владивосток | 15 січня | Церемонія відкриття            |
| Владивосток | 16 січня | Партія 7                       |
| Владивосток | 17 січня | Партія 8                       |
| Владивосток | 19 січня | Партія 9                       |
| Владивосток | 20 січня | Партія 10                      |
| Владивосток | 22 січня | Партія 11                      |
| Владивосток | 23 січня | Партія 12                      |
| Владивосток | 24 січня | Тайбрейк та церемонія закриття |

## Таблиця матчу
| №                                   | Учасниця                            | Рейтинг                             | 1     | 2     | 3     | 4      | 5      | 6      | 7      | 8      | 9      | 10     | 11     | 12     |  | + | − | = | Очки |  | R1     | R2     | R3     | R4     |  | + | − | = | Очки |
| ----------------------------------- | ----------------------------------- | ----------------------------------- | ----- | ----- | ----- | ------ | ------ | ------ | ------ | ------ | ------ | ------ | ------ | ------ |  | - | - | - | ---- |  | ------ | ------ | ------ | ------ |  | - | - | - | ---- |
| 1                                   | Цзюй Веньцзюнь                      | 2584                                | ½     | ½     | ½     | 1      | 0      | ½      | ½      | 0      | 1      | 1      | ½      | 0      |  | 3 | 3 | 6 | 6    |  | ½      | ½      | 1      | ½      |  | 1 | 0 | 3 | 2½   |
| 2                                   | Олександра Горячкіна                | 2578                                | ½     | ½     | ½     | 0      | 1      | ½      | ½      | 1      | 0      | 0      | ½      | 1      |  | 3 | 3 | 6 | 6    |  | ½      | ½      | 0      | ½      |  | 0 | 1 | 3 | 1½   |
| ECO                                 | ECO                                 | ECO                                 | E06   | C67   | D43   | D16    | A18    | C67    | C65    | D35    | A06    | D35    | C67    | D00    |  |   |   |   |      |  |        |        |        |        |  |   |   |   |      |
| Посилання на партії (Chessbomb.com) | Посилання на партії (Chessbomb.com) | Посилання на партії (Chessbomb.com) | [ 7 ] | [ 8 ] | [ 9 ] | [ 10 ] | [ 11 ] | [ 12 ] | [ 13 ] | [ 14 ] | [ 15 ] | [ 16 ] | [ 17 ] | [ 18 ] |  |   |   |   |      |  | [ 19 ] | [ 20 ] | [ 21 ] | [ 22 ] |  |   |   |   |      |